# Маламваям (лагуна)
Маламваям — лагуна у южного берега Карагинского залива (Укинская губа) Берингова моря. Относится к территории Карагинского района Камчатского края России.
Название в переводе с коряк. Малам’ваям — «хорошая река».
Лагуна имеет размеры 13×4 км. Средняя величина прилива 2 м. Образована устьевой частью реки Маламваям. Является мелководным морским заливом лагунного типа. Во время максимальных отливов осушается на 70 %, тогда обнажаются обширные грязевые отмели, которые ближе к морю покрыты травянистой растительностью. Низкие берега местами заболочены, частично покрыты каменноберёзовым лесом и кустарниковыми зарослями.
Осенью на берегах и отмелях Маламваяма во время перелёта останавливаются тихоокеанские чёрные казарки, белолобые гуси, гуменники и пискульки.
В лагуну впадают реки Алберич, Кварцевая.
С 1983 года акватория залива входила в состав ООПТ «Лагуна Казарок», расформированного 2010 году.